# سفید ناگا
سفید ناگا (نام علمی: Pieris naganum) گونه‌ای پروانه است که در تیره کاهی‌بالان و سرده پروانه‌های سپیدباغی قرار دارد.

## ظاهر
- پهنای بال: ۵۴ میلی‌متر

## زیستگاه
- آسام، تپه‌های ناگا در هند، شمال میانمار